# Omegophora
Omegophora – rodzaj ryb rozdymkokształtnych z rodziny rozdymkowatych.

## Klasyfikacja
Gatunki zaliczane do tego rodzaju:
- Omegophora armilla
- Omegophora cyanopunctata